# Rhêmes-Notre-Dame
Rhêmes-Notre-Dame (arpità Réma) és un municipi italià, situat a la regió de Vall d'Aosta. L'any 2007 tenia 128 habitants. Limita amb els municipis de Ceresole Reale (TO), Rhêmes-Saint-Georges, Tignes (Savoia), Val-d'Isère (Savoia), Valgrisenche i Valsavarenche.

## Administració

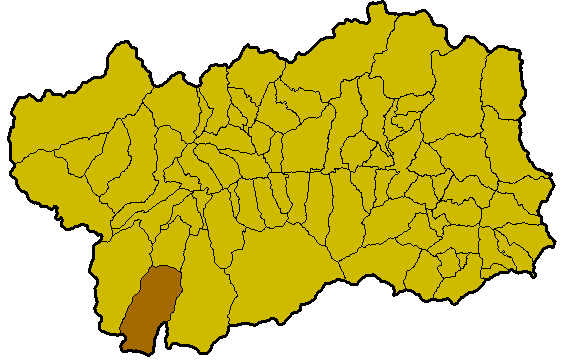
Situació de Rhêmes-Notre-Dame a la Vall

| Període | Identitat          | Partit        |
| ------- | ------------------ | ------------- |
| 2005-   | Donato Felice Ronc | Llista cívica |